# Бозжигит
«Бозжигит» (каз. Бозжігіт) — лирико-эпический дастан, широко распространённый у казахов, татар, башкир, узбеков. У казахов самый ранний вариант «Бозжигита» был записан в 1842 году, а опубликован в 1870 году В. В. Радловым. «Бозжигит» 14 раз издавался отдельной книгой в Казани, Оренбурге и других городах. В 1911 году акын Акылбек Сабалулы изложил «Бозжигит» в жанре кисса и издал его в Казани. В дастане повествуется о трагической любви Бозжигита и Карашаш. Рукописи «Бозжигита» находятся в архивах библиотек Москвы, Петербурга, Казани, Оренбурга, Алматы. Одна из ранних рукописей «Бозжигита» имеется в Британском музее. Ученик Акан сери, акын И. Жылкайдаров по сюжету «Бозжигита» написал поэму (1940), рукопись которой хранится в фонде ЦНБ НАН РК.